# 蘇邦俊
蘇邦俊（英語：Pang-Gen So，1936年—），福建泉州人，正輝中國集團有限公司（恆力商業地產(集團)有限公司前身，港交所：0169）原創辦人、董事長，以及首席執行官。
在1936年於福建泉州出生的蘇邦俊，他在1959年，畢業於上海同濟大學建筑系，到了1974年才來港發展，在大型建築公司任職測量師，在1979年，正式加入信和集團物業部工作，主要投資物業買賣等，直至1989年，他一手創立正輝中國集團有限公司，專門開拓中國內地房地產業務。
在2002年6月他一手創立在港交所主板上市，之後在2008年7月7日正式退休。其兒子蘇嘉泓接管香港正輝集團有限公司業務。
根據百度資料，目前担任以下企业法定代表人及高管职务：
‌泉州市新城建设有限公司‌（董事长、经理）
‌青岛正辉广厦房地产开发有限公司‌（董事长）
‌泉州正辉咨询有限公司‌、‌上海同济正辉建筑工程咨询有限公司‌（法定代表人）
‌宁波市拓展房地产开发有限公司‌（董事长）
‌福建至上投资有限公司‌（董事兼总经理)
至於公職方面，包括長春市人民政治協商會議常委、上海同濟大學、吉林建築工程學院顧問教授，以及博愛醫院永遠顧問委員會主席。

## 連結
- 地產掘金最要當机立斷 蘇邦俊 香港商報[永久]